# Uncle Ho
Uncle Ho ist eine Band aus Wuppertal, die 1994 als Schulband gegründet wurde. Sie ist hauptsächlich dem Crossover zuzuordnen.

## Geschichte
Julian Hanebeck und Jens Schmidt („Doc“) gründeten die Band 1994, wobei sie zunächst eine Drum Machine als Schlagzeugersatz verwendeten. Danach stieß Björn Krüger hinzu, und ihre erste Platte Tilt wurde kurz darauf, noch unter dem vollständigen Bandnamen Uncle Ho Deflowers Lunch, bei Subway Records veröffentlicht. Fälschlicherweise ist das Album durch das Cover-Design oftmals als Deflowers Lunch betitelt worden, da der vollständige Name umgangssprachlich so gut wie nie verwendet wurde.
Daraufhin spielten sie oft vor Publikum, so auch 1997 im Vorprogramm der Smashing Pumpkins. Im selben Jahr veröffentlichten sie ihr zweites Album Small Is Beautiful, das allerdings kommerziell nicht sehr erfolgreich war, woraufhin das Plattenlabel den Vertrag mit der Band kündigte.
1999 bot das US-amerikanische Label Risk Records ihnen einen Plattenvertrag an. In den Vereinigten Staaten wurden sie von den Kritikern positiv bewertet. Ihre Bekanntheit stieg nicht zuletzt durch Airplay in lokalen und College-Radiosendern stark an.
Daraufhin spielten sie in Deutschland unter anderem im Vorprogramm von Bands wie den Guano Apes, Goldfinger oder den H-Blockx, zu denen sie eine engere Verbindung haben.
Sony/Columbia Records wurde daraufhin auf die Band aufmerksam und veröffentlichte 2001 zusammen mit der Band das Album Show Them What You Are Made Of. Dieses Album gilt auch als ihr Durchbruch in Deutschland. Die erschienenen Singles Come On, Come Clean und I Don’t Care If You Like Me werden häufig im Musikfernsehen gespielt.
Im Jahr 2003 produzierten sie selbst ihr viertes Album Everything Must Be Destroyed und kündigten daraufhin vorzeitig ihre Auflösung an, um sich musikalisch weiterzuentwickeln. In dieser Zeit stieg Jens Schmidt vorzeitig aus der Band aus und wurde durch den Gastgitarristen Thorsten Sala ersetzt. Nach einer ausgiebigen Tour gab die Band am 30. Oktober 2004 im Haus der Jugend (LCB) in Wuppertal ihr letztes Konzert.
Im Juli 2010 meldete sich Uncle Ho nach ihrer sechsjährigen Pause zurück und kündigten für den 19. November 2010 ihr Comeback-Konzert sowie ein neues Album an. Dieses sollte einen härteren Stil pflegen und eine Verbindung zu ihrer Heimatstadt Wuppertal herstellen. Gleichzeitig distanzierten sie sich aber davon, mit Uncle Ho wieder vor größerem Publikum zu spielen und auf Tournee zu gehen. Für sie sei der Hauptgrund der Spaß an der Musik und die Erinnerungen an ihre alte Zeit. Am 6. September 2010 gab die Band einem Online-Magazin ein Interview und spielte exklusiv einen neuen Song live. Das für den 19. November 2010 im LCB angekündigte offizielle Comeback-Konzert musste aufgrund von verzögerten Umbauarbeiten des Veranstaltungsortes auf den 26. Februar 2011 verschoben werden.
Am 14. September 2012 veröffentlichte Uncle Ho die Single Terror Takes Shape unter ihrem neuen Label Smarten-Up. Das am 28. Juli 2012 gedrehte Musikvideo für den Song „Terror Takes Shape“, erschien am 5. Dezember 2012 auf YouTube.
Im Dezember 2022 erschien via Die, Spotify! Records die EP "Futura Octopus".

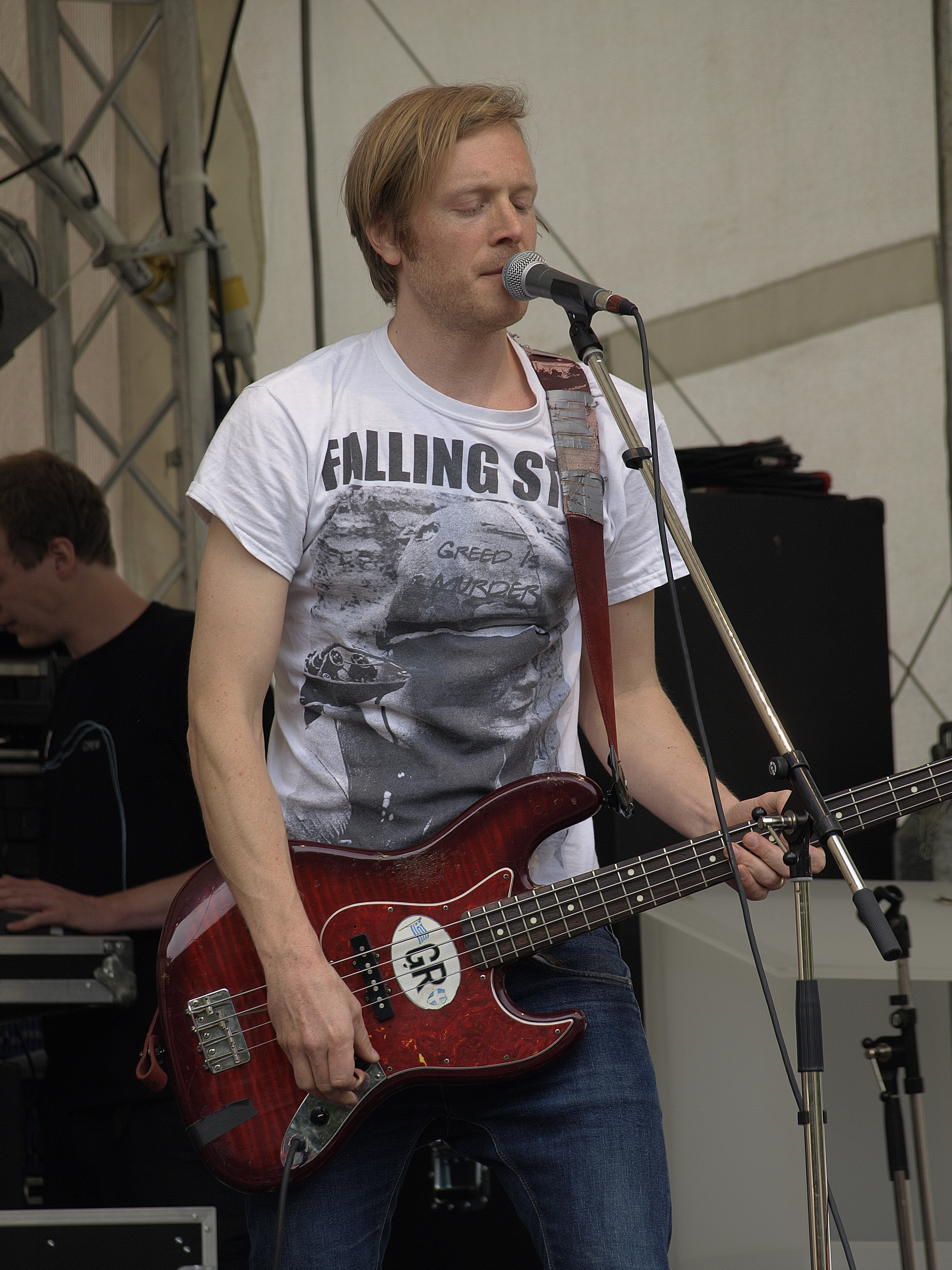
Julian Hanebeck
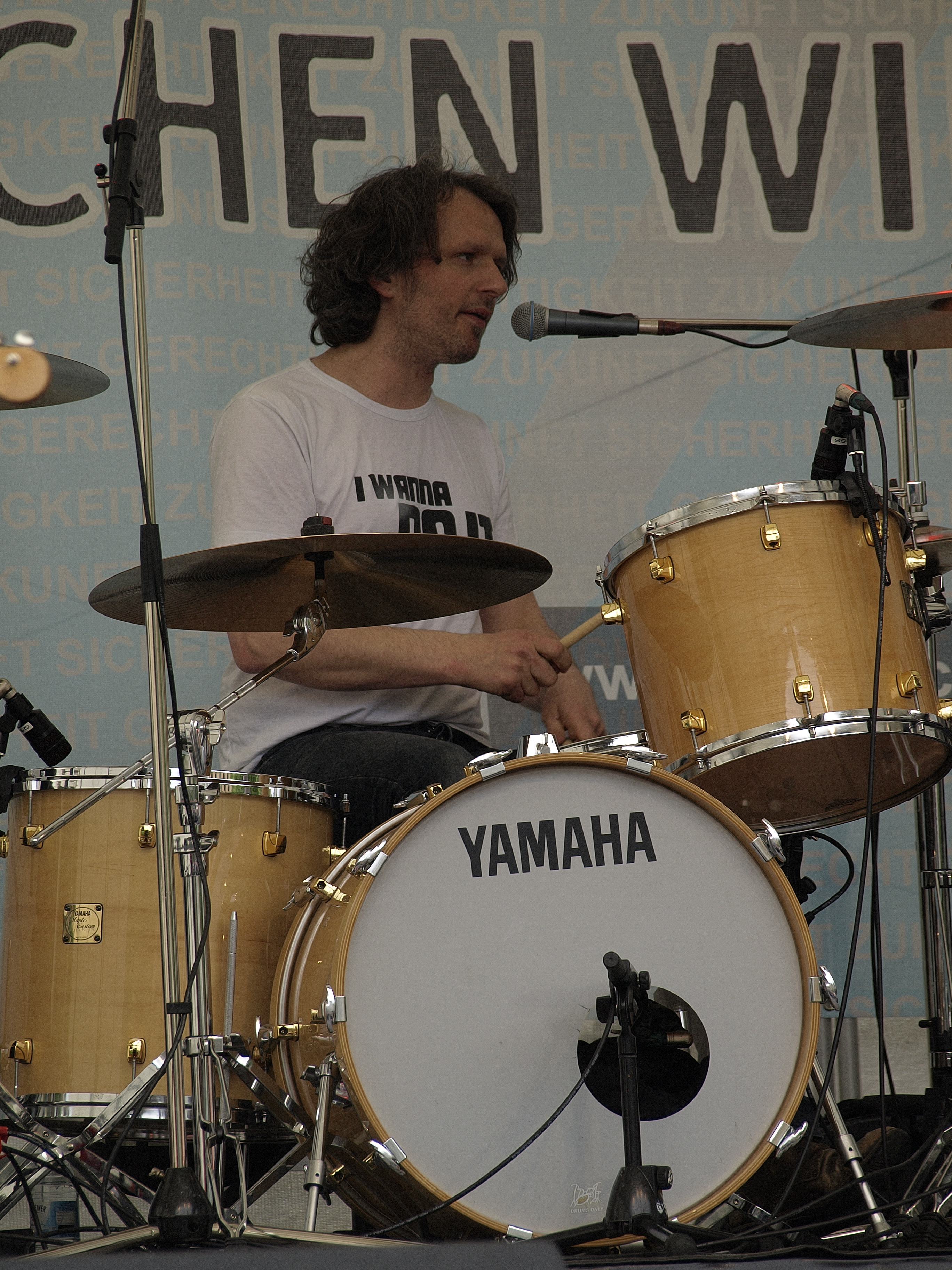
Björn Krüger
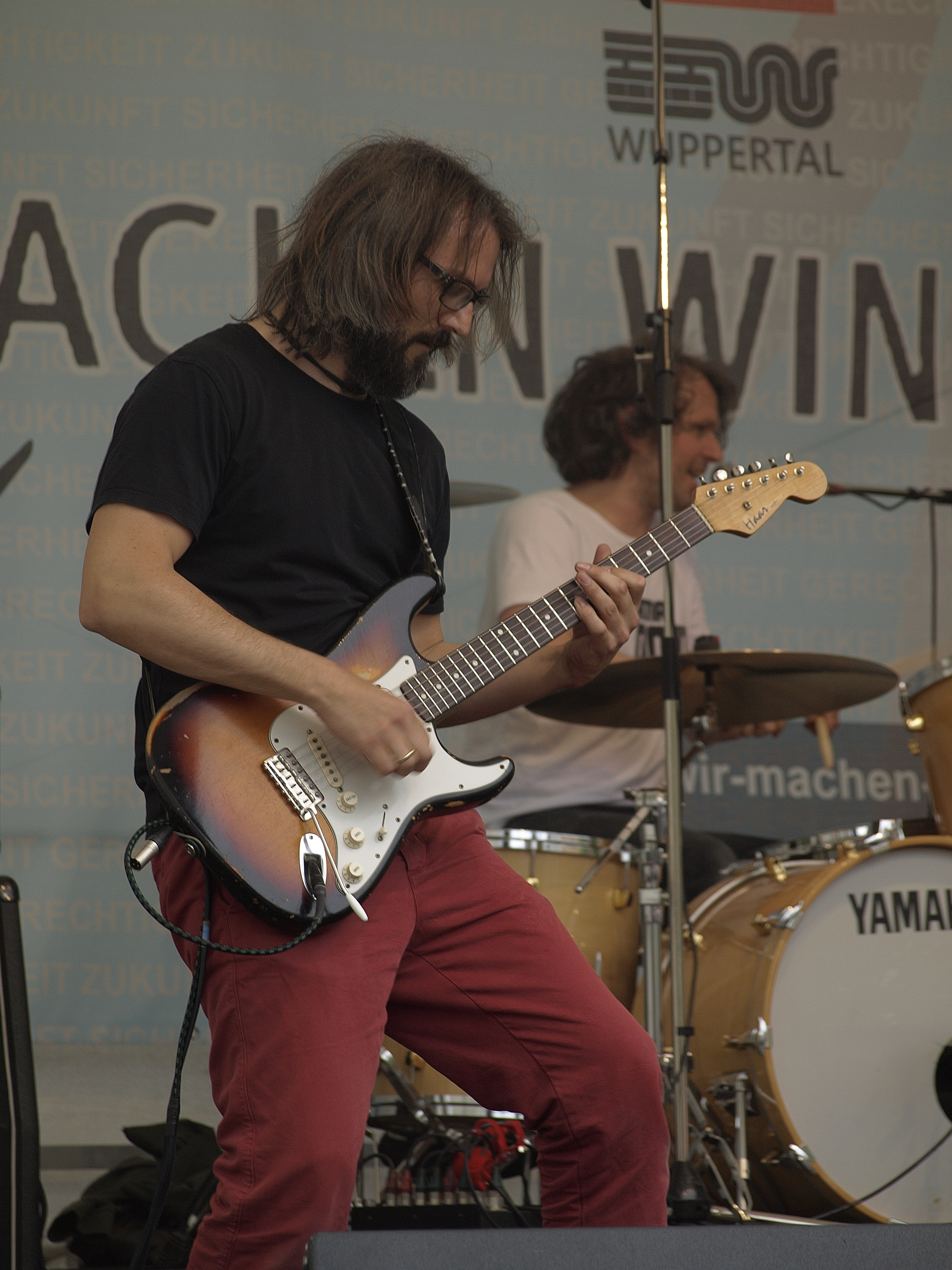
Thorsten Sala

## Stil
Im Laufe der Zeit änderte sich der Stil der Band deutlich. Während auf dem ersten Album Tilt der Stil sehr durch minimalistische Hip-Hop-Beats und Sprechgesang geprägt war, änderte sich dies bereits beim zweiten Album Small Is Beautiful. Beim dritten Album Show Them What You Are Made Of schwor die Band ganz dem Sprechgesang ab. Die Songs wurden fortan melodischer und deutlich rocklastiger.

## Diskografie

### Alben
- 1995: Tilt
- 1997: Small Is Beautiful
- 2001: Show Them What You Are Made of
- 2003: Everything Must Be Destroyed
- 2013: The Manufacture of Madness

### Singles/EPs
- 1995: Gurl
- 1997: Bubblehead
- 2000: I Don't Care If You Like Me
- 2000: Come On, Come Clean
- 2003: Euphoria
- 2003: All Must Be Destroyed
- 2011: The Manufacture of Madness
- 2012: Terror Takes Shape
- 2022: Futura Octopus

### Nebenprojekte
Julian Hanebeck nahm 2000 an dem Projekt New Rock Conference teil, woraus die Benefiz-Single Heal Yourself entstand.

## Trivia
- Zum ersten Album Tilt erscheint eine Promo-CD, auf der sich ein Computervirus befand.
- Die auf dem Cover des Albums Small Is Beautiful gezeigten Babys sind die Kinder von Björn Krüger.
- Aus dem Album Everything Must Be Destroyed sollte als erste Single der Titelgebende Song All Must Be Destroyed veröffentlicht werden. Aufgrund des gerade begonnenen dritten Golfkrieges wird jedoch der Song Euphoria als erste Single veröffentlicht.